# Barylypa postpetiolis
Barylypa postpetiolis là một loài tò vò trong họ Ichneumonidae.